# Gabrieli Consort & Players
Il Gabrieli Consort & Players è un ensemble vocale e strumentale britannico che è stato fondato nel 1982 da Paul McCreesh.

## Storia
L'ensemble è stato costituito con lo scopo di eseguire il repertorio della musica sacra del rinascimento e dell'era barocca.
Paul McCreesh nei primi anni di vita del gruppo ha affrontato con slancio e determinazione i capolavori del rinascimento con uno stile personale piuttosto originale ed inconsueto. Le sue interpretazioni hanno subito incontrato il favore del pubblico che è accorso numeroso ai suoi concerti.
Il primo grande successo è stato certamente la Venetian Coronation 1595 di Andrea e Giovanni Gabrieli, musiche composte dai due fratelli veneziani per l'incoronazione del Doge Marino Grimani nella Basilica di San Marco a Venezia.
Partecipano regolarmente ai più importanti festival di musica antica in Europa e negli Stati Uniti ed hanno collaborato alla creazione di festival estivi in alcune città d'arte come Napoli, Venezia, Roma, Lipsia e alcune città della Spagna.
Il Gabrieli Consort & Player ha inciso diversi oratori di Georg Friedrich Händel fra i quali il Messiah, Theodora, Saul e Solomon, oltre che ai grandi capolavori di Johann Sebastian Bach quali la Passione secondo Matteo, l'Oratorio di Pasqua e il Magnificat.
Negli ultimi anni c'è stato un ampliamento del repertorio giunto ad esplorare alcuni capolavori del tardo barocco come la Creazione di Joseph Haydn, la Messa in do minore di Mozart e l'opera Paride e Elena di Gluck.
L'ensemble ha inciso tutti i suoi dischi per l'etichetta discografica tedesca Archiv Produktion del gruppo Deutsche Grammophon.

## Discografia
- 1987 - Giacomo Carissimi, Jephte; Judicium Salomonis; Jonas (Meridian, KE 77132)
- 1990 - Giovanni Gabrieli, A Venetian Coronation 1595 (Virgin Classics "Veritas", VC7911102)
- 1993 - Francesco Cavalli, Claudio Monteverdi e altri, Venetian Vespers (Archiv Produktion, 459 457-2, 2CD)
- 1994 - Michael Praetorius, Christmas Mass (Archiv Produktion, 439 250-2)
- 1995 - Tomás Luis de Victoria e Alonso Lobo, Requiem Officium defunctorum 1605 (Archiv Produktion, 447 095-2)
- 1996 - Henry Purcell, Ode for St Cecilia's Day 1692 (Archiv Produktion, 471 728-2)
- 1996 - Giovanni Gabrieli, Music for San Rocco 1608 (Archiv Produktion, 449 180-2)
- 1997 - Giovanni Gabrieli e Orlando di Lasso, Easter Venetian Mass (Archiv Produktion, 453 427-2)
- 1997 - Georg Friedrich Händel, Messiah (Archiv Produktion, 453 464-2, 2CD)
- 1998 - Cristóbal de Morales, A Requiem for Philip II (Archiv Produktion, 457 597-2)
- 1998 - Heinrich Ignaz Franz von Biber, Missa Salisburgensis (Archiv Produktion, 457 611-2)
- 1998 - Johann Sebastian Bach, Epiphany Mass (Archiv Produktion, 457 631-2, 2CD)
- 1999 - Georg Friedrich Händel, Salomon (Archiv Produktion, 459 688-2, 3CD)
- 1999 - Heinrich Schütz, Christmas Vespers (Archiv Produktion, 463 046-2)
- 2000 - Georg Friedrich Händel, Theodora (Archiv Produktion, 469 061-2, 3CD)
- 2001 - Johann Sebastian Bach, Easter Oratorio and Magnificat (Archiv Produktion, 469 531-2)
- 2001 - Giovanni Gabrieli e Cipriano de Rore, A Venetian Christmas (Archiv Produktion, 471 333-2)
- 2002 - Music for the Duke of Lerma (Archiv Produktion, 471 694-2, 2CD)
- 2002 - Johann Sebastian Bach, St Matthew Passion (Archiv Produktion, 474 200-2, 2CD)
- 2003 - Georg Friedrich Händel, Saul (Archiv Produktion, 474 510-2, 3CD)
- 2004 - Heinrich Ignaz Franz von Biber, Requiem (Archiv Produktion, 474 714-2)
- 2005 - Christoph Willibald Gluck, Paride ed Elena (Archiv Produktion, 477 541-5, 2CD)
- 2005 - Wolfgang Amadeus Mozart, Great Mass in C minor (Archiv Produktion, 477 574-4)
- 2006 - Claudio Monteverdi, Vespers (Archiv Produktion, 477 614-7)
- 2007 - The road to Paradise (Archiv Produktion, 477 6605)
- 2008 - Franz Joseph Haydn, The Creation (Archiv Produktion, 477 7361)
- 2009 - A Spotless Rose (Archiv Produktion, 477 7635)
- 2010 - Georg Friedrich Händel, Arias, con Rolando Villazón (Archiv Produktion, 477 8056)
- 2011 - Hector Berlioz, Grande Messe des Morts (Archiv Produktion)
- 2012 - A Song of Farewell. Music of Mourning and Consolation (Archiv Produktion)
- 2012 - Andrea Gabrieli e Giovanni Gabrieli, A Venetian Coronation (Archiv Produktion)
- 2012 - Felix Mendelssohn, Elijah (Archiv Produktion)
- 2013 - Michael Praetorius, Messa di Natale (Archiv Produktion, 479 1757)

## Video
- 2007 - Christmas in Rome, con The English Concert, dir. Trevor Pinnock